# Saint-Martin-des-Champs, Yonne
Saint-Martin-des-Champs este o comună în departamentul Yonne, Franța. În 2009 avea o populație de 275 de locuitori.

## Evoluția populației
| An        | 1975 | 1982 | 1990 | 1999 | 2006 | 2009 |
| --------- | ---- | ---- | ---- | ---- | ---- | ---- |
| Populație | 279  | 286  | 263  | 265  | 278  | 275  |